# Kidugua spiralis
Kidugua spiralis — вид аранеоморфних павуків родини Agelenidae. Утворює монотиповий рід Kidugua.

## Поширення
Kidugua spiralis є ендеміком Демократичної Республіки Конго.